# Historiska sultanat i Komorerna
Historiska sultanat i Komorerna är, sedan 31 januari 2007, ett av Komorernas tentativa världsarv. Detta består av fem städers gamla stadskärnor (medinor):
1. Mutsamudus medina
2. Domonis medina
3. Itsandras medina
4. Iconis medina
5. Moronis medina